# Correntada Wilsonista
Correntada Wilsonista es un sector político del Partido Nacional de Uruguay.

## Historia
Fue fundado por Francisco Gallinal en 2002, quien en 1999 había sido elegido diputado por el Herrerismo. En las elecciones internas de 2004 el sector apoyó la precandidatura de Jorge Larrañaga, quien finalmente fuera el candidato único del partido.
Correntada Wilsonista hace alusión en su nombre al wilsonismo, una corriente muy importante en el Partido Nacional entre 1971 y 1989, que fuera encabezada por el caudillo Wilson Ferreira Aldunate.
Convocó a varias figuras importantes del nacionalismo, entre otros a Enrique Antía y Herman Vergara; por su parte, el movimiento Manos a la Obra confluyó en esta columna política. También lo integró la diputada Beatriz Argimón, quien actualmente se encuentra distanciada del mismo.
Junto al Herrerismo, creó en 2008 un nuevo sector denominado Unidad Nacional, que apoyó la precandidatura de Luis Alberto Lacalle de cara a las elecciones internas de 2009.
En las elecciones de octubre de 2009, Unidad Nacional presentó una lista común al Senado y en varios departamentos Correntada Wilsonista marcó presencia propia en diputados.
En las elecciones municipales de 2010 Correntada Wilsonista realizó un acuerdo electoral con otros grupos del partido: el Movimiento Nacional de Rocha, Soplan Vientos Nuevos de Carmelo Vidalín y Alianza Canelones de Alberto Perdomo. La lista N.º 33 para la Junta Departamental de Montevideo fue encabezada por Enrique  Arezzo (Correntada Wilsonista), siendo sus suplentes Gabriel García (Cristianos con Perdomo), Rafael Seijas (Soplan Vientos Nuevos) y Cecilia Ibarburu (Correntada Wilsonista). El segundo candidato fue Gastón Cossia (MNR) y su suplentes eran Fernando Cuquejo (Cristianos con Perdomo), Raquel González (Correntada Wilsonista) y Juan José Baltayán (Correntada Wilsonista). Enrique Arezzo resultó elegido edil departamental por Montevideo.
Otros resultados destacados de las elecciones departamentales y municiapales de mayo de 2010 fueron la elección de Carlos Enciso como intendente del departamento de Florida y de Martín Laventure como alcalde de Punta del Este.

## Actualidad
En enero de 2013 el sector decidió alejarse de Unidad Nacional. Tras la decisión, algunos dirigentes como Carlos Enciso y Martín Laventure decidieron abandonar el grupo. Posteriormente, el 15 de junio de 2013, una asamblea de la agrupación resolvió apoyar la candidatura presidencial de Jorge Larrañaga de cara a las elecciones internas del Partido Nacional del 1º de junio de 2014.
El sector no obtuvo votos suficientes en las elecciones nacionales de octubre de 2014, por lo que perdió representación en el Parlamento.